# 바실리 베레주츠키
바실리 베레주츠키(러시아어: Василий Владимирович Березуцкий, Vasili Vladimirovich Berezutski, 1982년 6월 20일 ~ )는 러시아의 전직 축구 선수이자 현 축구 지도자로 현재 중국 슈퍼리그 상하이 선화의 수석 코치로 재직 중이며 알렉세이 베레주츠키 CSKA 모스크바 수석 코치의 쌍둥이 동생으로도 알려져 있다.

## 클럽 경력

### CSKA 모스크바
1999년 토르페도 ZIL 모스크바에 입단하며 프로에 본격적으로 뛰어든 뒤 2001 시즌까지 공식전 31경기를 소화했고 그 후 2002 시즌을 앞두고 자국 리그인 러시아 프리미어리그의 강호 CSKA 모스크바로 이적했다.
이적 후 2017-18 시즌까지 16시즌동안 공식전 532경기 14골을 기록하는 동안 리그 6회 우승(2003, 2005, 2006, 2012-13, 2013-14, 2015-16) 및 7회 준우승(2002, 2004, 2008, 2010, 2014-15, 2016-17, 2017-18)과 2번의 리그 3위(2007, 2011-12), 러시아 컵 6회 우승(2003-04, 2004-05, 2006-07, 2007-08, 2009-10, 2012-13) 및 1회 준우승(2015-16)과 2번의 4강 진출(2013-14, 2014-15), 2004-05년 UEFA 유로파리그 우승, 2005년 UEFA 슈퍼컵 준우승, 2009-10년 UEFA 챔피언스리그 8강, 러시아 슈퍼컵 5회 우승(2004, 2006, 2007, 2009, 2013) 및 4회 준우승(2003, 2010, 2011, 2016), 2017-18년 UEFA 유로파리그 8강 진출 등에 공헌했으며 2017-18 시즌을 마친 후 프로 공식전 통산 563경기 14골의 기록을 남기고 19년간의 현역 생활에 마침표를 찍었다.

## 국가대표팀 경력

### 러시아 A대표팀
2003년 6월 7일 스위스와의 UEFA 유로 2004 예선 10조 5차전에서 국제 A매치 데뷔전을 치른 후 2007년 9월 8일 북마케도니아와의 UEFA 유로 2008 예선 8차전에서 A매치 데뷔골을 터뜨리며 러시아의 유로 대회 통산 9번째 본선 진출에 일조했다.
그 뒤 이듬해에 열린 UEFA 유로 2008 본선 엔트리에도 합류하여 1988년 대회 준우승 이후 20년만의 러시아의 유로 대회 4강 진출에 기여했지만 UEFA 유로 2012에서는 부상에 발목이 잡혀 본선 출전이 불발되었고 생애 첫 월드컵 본선 무대인 2014년 FIFA 월드컵에서는 2무 1패·H조 3위에 그치며 조별리그 탈락의 고배를 마셨다.
그리고 UEFA 유로 2016에서는 잉글랜드와의 B조 조별리그 1차전에서 후반 추가시간 극적인 동점골을 터뜨리며 4대회 연속 유로 대회 본선 승점 획득에 기여했지만 팀은 1무 2패·조 최하위로 2대회 연속 조별리그 탈락을 확정지었다.
그 후 2016년 9월 6일 홈에서 열린 가나와의 친선 경기에서 A매치 통산 100번째 경기에 출전하며 FIFA 센추리클럽 가입을 이뤄냈고 1개월 뒤인 10월 9일 2014년 FIFA 월드컵 8강팀인 코스타리카와의 친선 경기를 끝으로 A매치 통산 101경기 5골의 기록을 남긴 채 13년간의 국가대표팀 선수 생활을 마감했다.

## 같이 보기
- A매치 100경기 이상 출전한 축구 선수 명단